# Armand Magnin
Armand Magnin, né le 7 février 1920 à Hauteville et mort le 29 septembre 2011 à Carouge, est une personnalité politique suisse, membre du parti suisse du travail.

## Biographie
Tourneur de profession, il a été au député au Grand Conseil genevois (1945-1991) puis membre du conseil municipal (législatif) de Carouge de 1951 à 1969. Début 1981, il succède à Jean Vincent (homme politique) au Conseil national. Il n’est pas réélu en 1983 mais revient néanmoins au Conseil national à la place de Roger Dafflon en 1984 lorsque celui-ci accède à la mairie de Genève. Il quitte le Conseil national en 1987.
Armand Magnin a exercé des fonctions dirigeantes au sein du Parti suisse du travail en étant son secrétaire général au niveau cantonal (dès 1970), puis national (1978-1987). En 1971, il a succédé à Henri Trueb à la tête du journal « La voix ouvrière », l’organe du parti.